# ヤン・ファン・ベールス (画家)
ヤン・ファン・ベールス（Jean Marie Constantin Joseph "Jan" van Beers、1852年3月27日 - 1927年11月17日）はベルギーの画家、イラストレーターである。パリの中産階級の女性を描いた。

## 略歴
アントウェルペンで生まれた。父親は同名の詩人、ヤン・ファン・ベールス(1821-1888)である。後年、父親の詩集のためにペン画の挿絵を描いた。アントウェルペン王立芸術学院に入学すると、若い芸術家たちのリーダー格となって古風な衣装で街を歩くなど奇矯な行動で知られた。
1878年にパリに出て、ベルギー生まれの画家、ステヴァンス（Alfred Stevens）のスタジオで働き、すぐに自らのスタジオを作り、ポーランド生まれのアイスマン＝セメノフスキー（Émile Eisman-Semenowsky:1857-1911)を助手に雇った。
1881年にブリュッセルの展覧会に出展された作品について批評家が女性の表情の精緻な描写は写真をベースにしていると批評し、金銭を賭ける論争に発展した。9月に未知の人物に作品の顔の部分を傷つけられる事件がおきて、ファン・ベールスが写真の上に描いていないことが証明されるという事件があった。
多くの女性を表現したファン・ベールスの作品は保守的で写実的であり、パリの中産階級の人々に人気があった。
油絵の他に多くの雑誌の挿絵、ポスターなど商業美術の分野でも活動した。
パリ南西150kmの町ファイ＝オー＝ロジュで没した。

## 作品

### 油絵

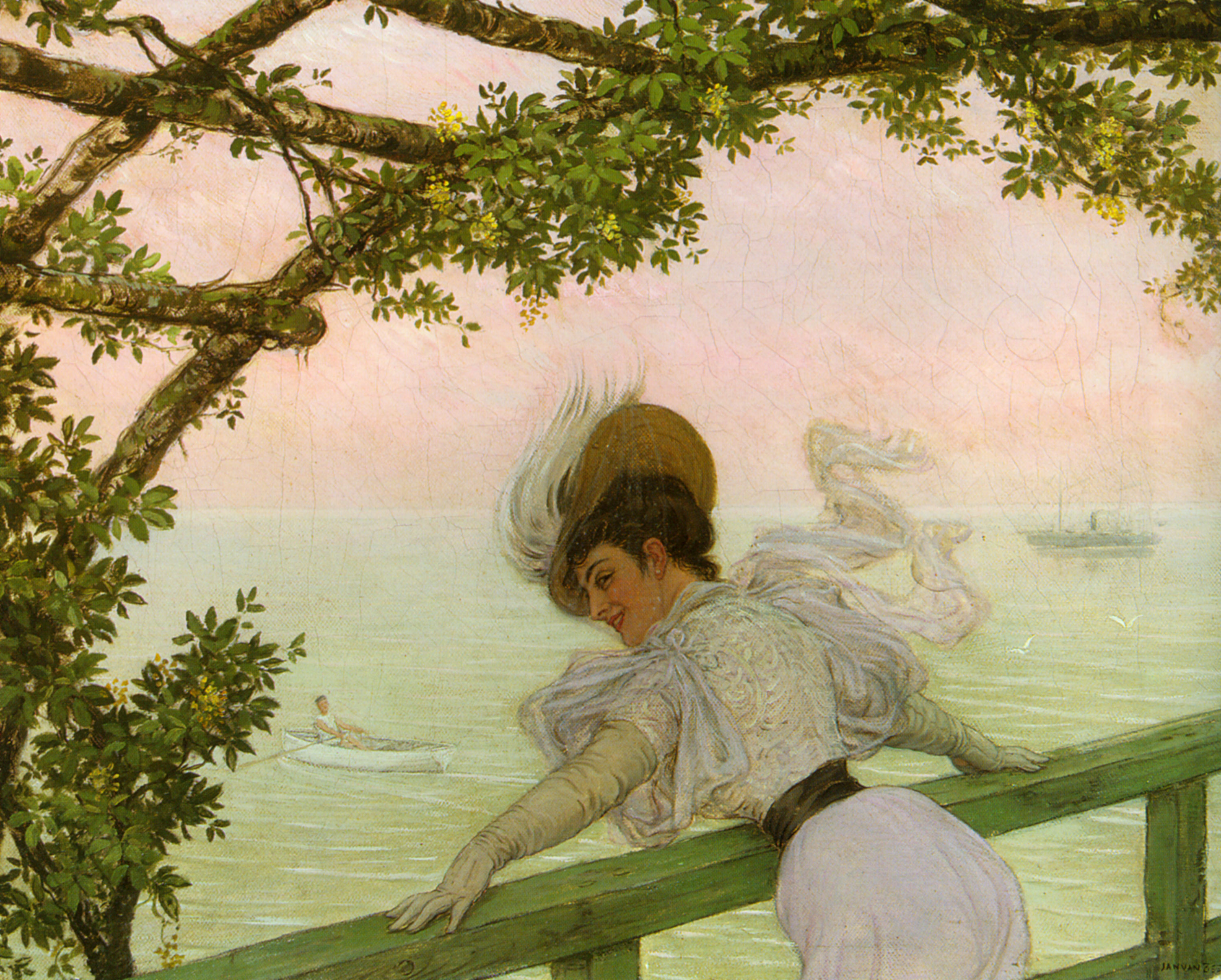
『バルコニー』, undated
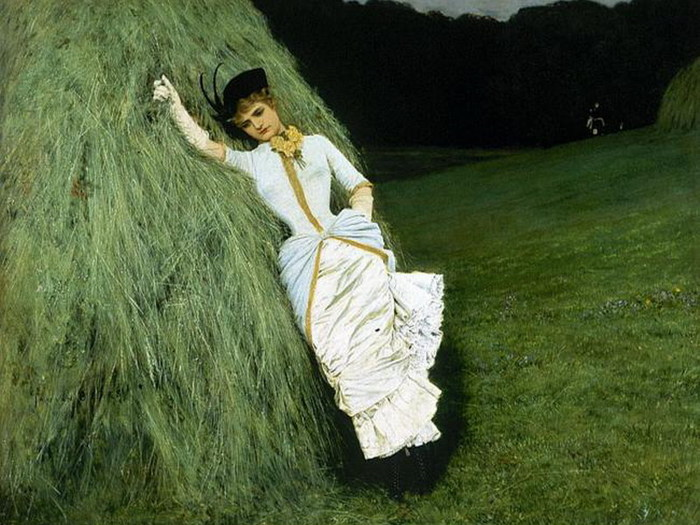
『彼を想って』, undated
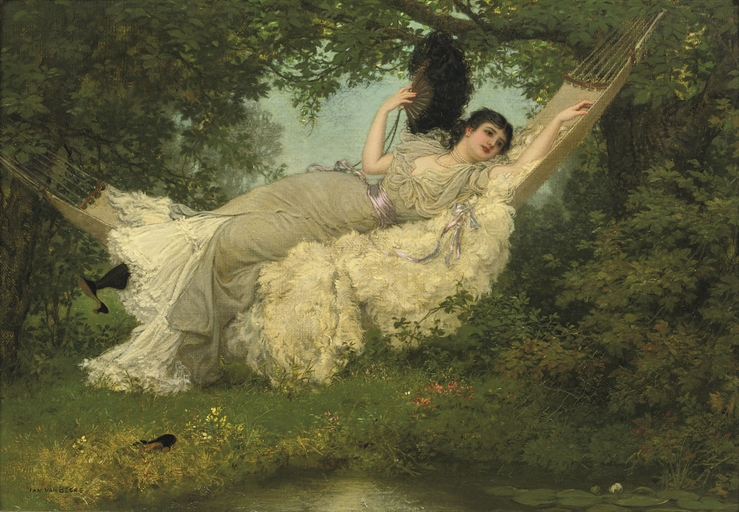
『ハンモック』, undated
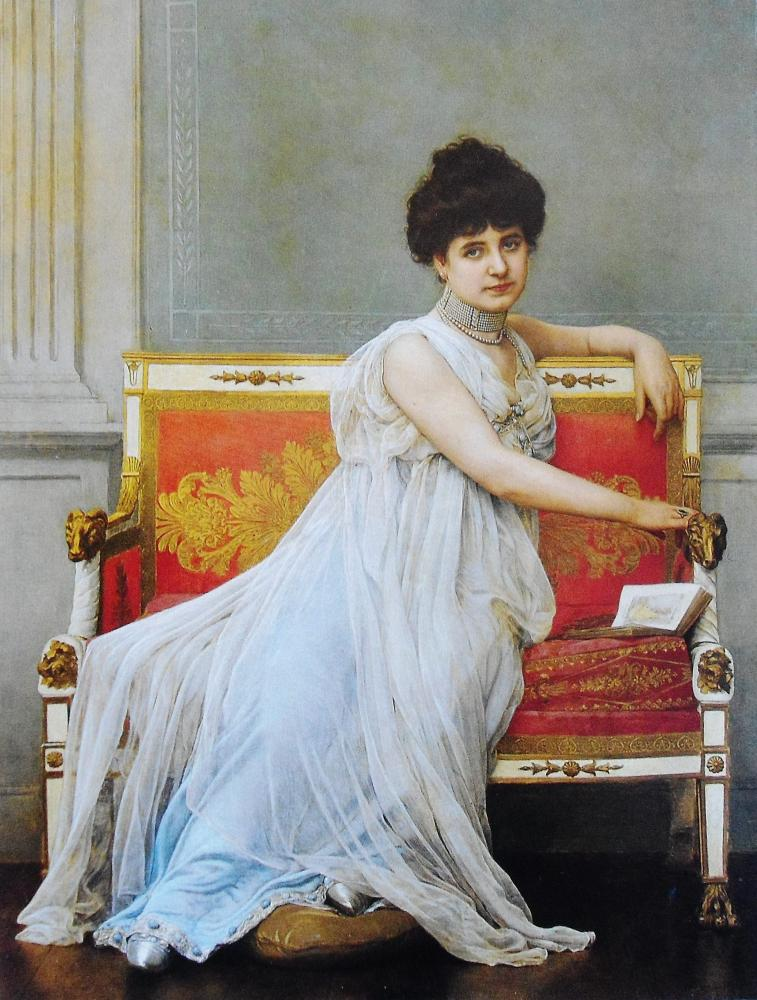
『高貴な女性の肖像』, 1880s
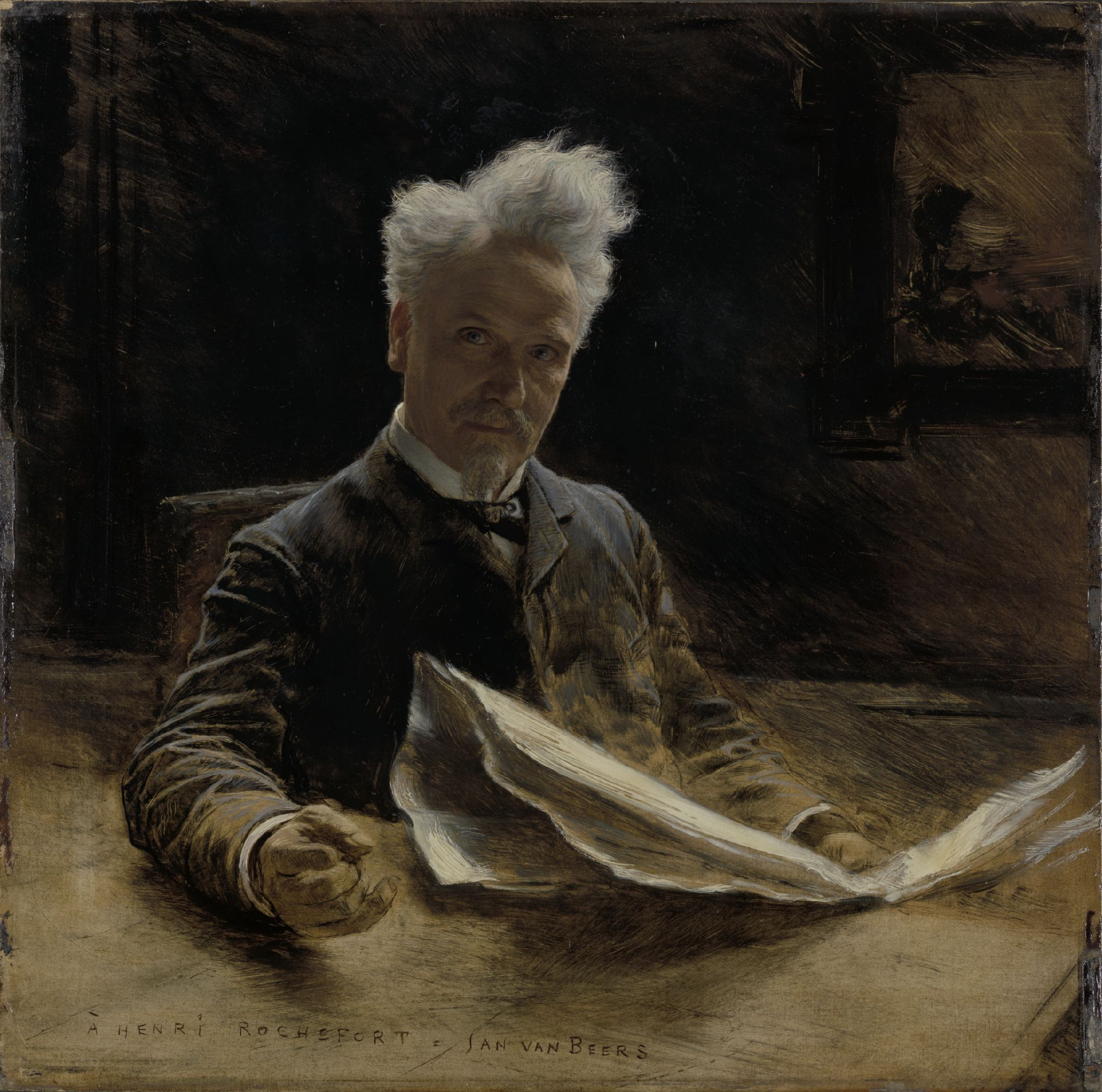
Henri Rochefort, undated.
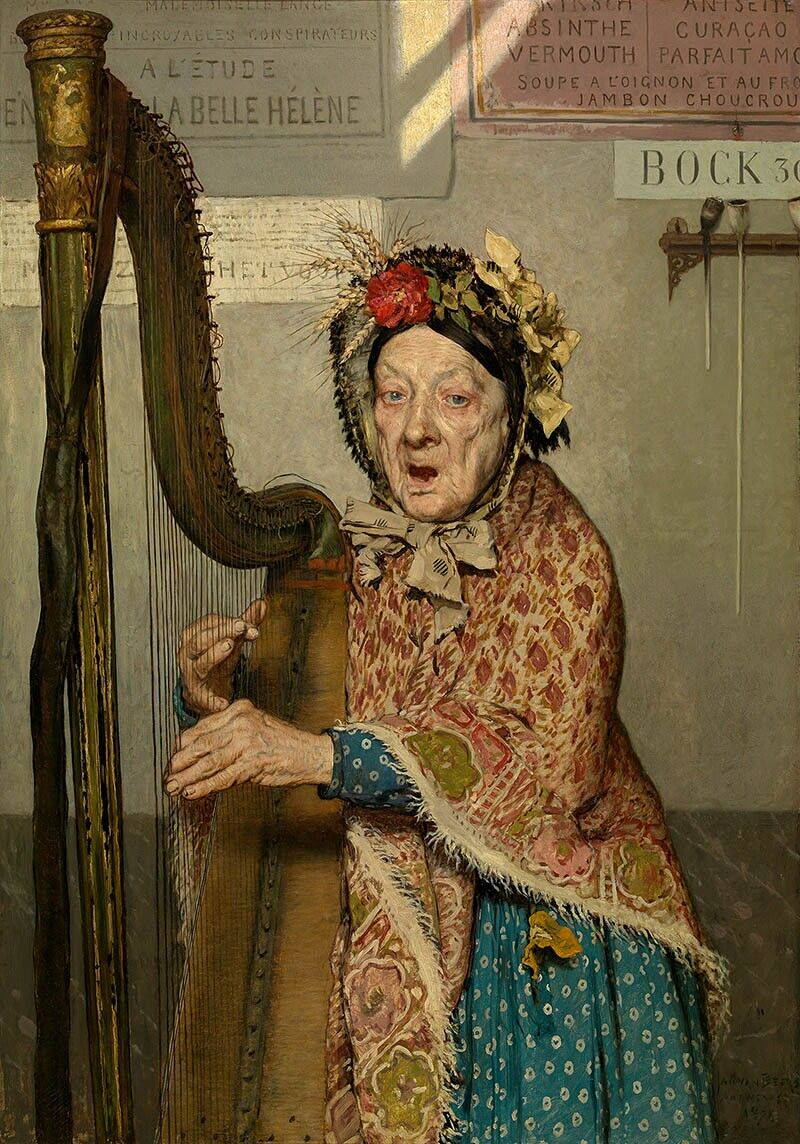
When stars set
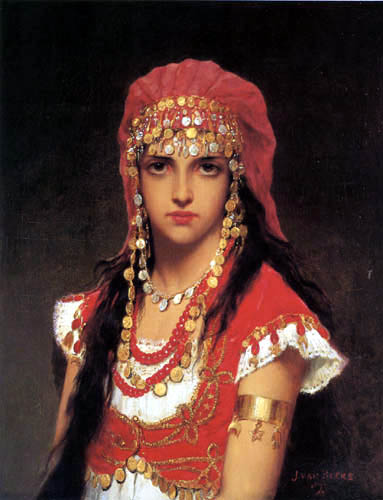
Souvenance
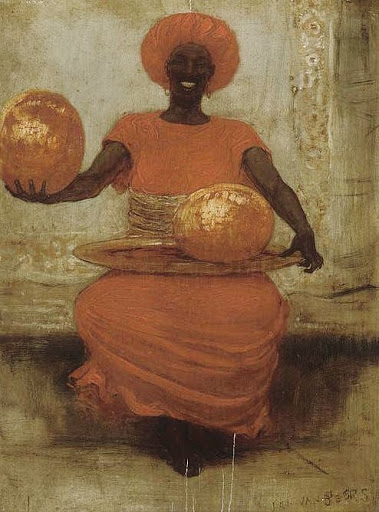
The melon seller

### 商業美術

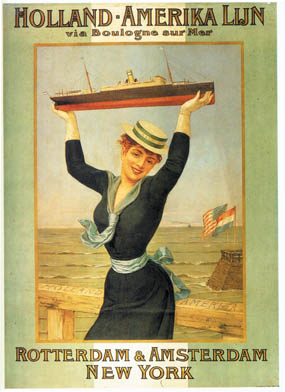
1898年@ポスター
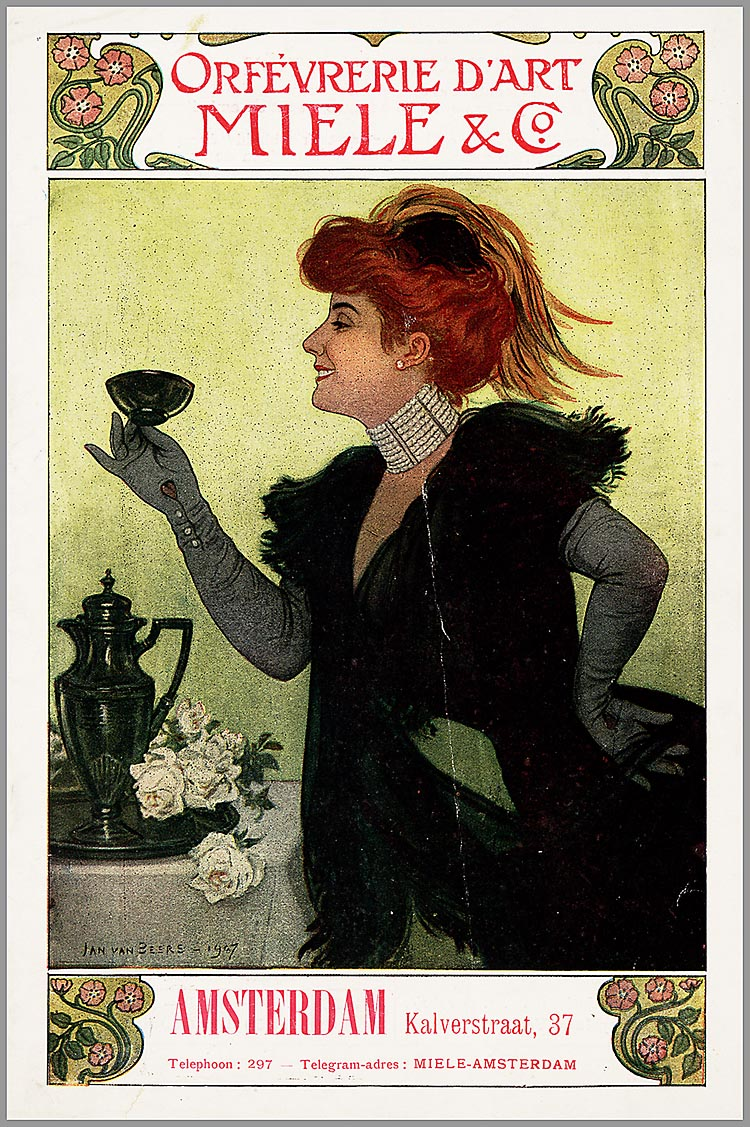
商業イラストレーション, 1907
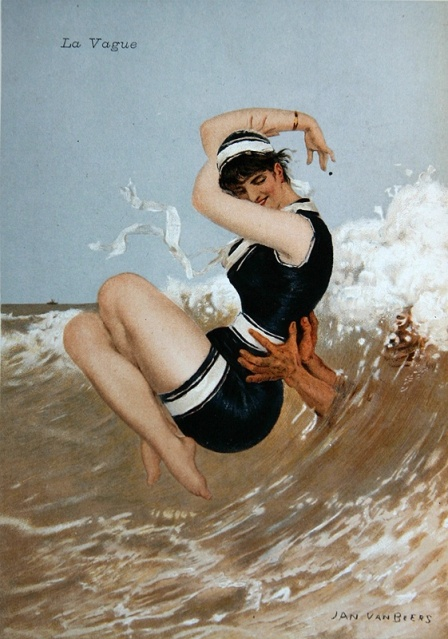
La vague (The wave)
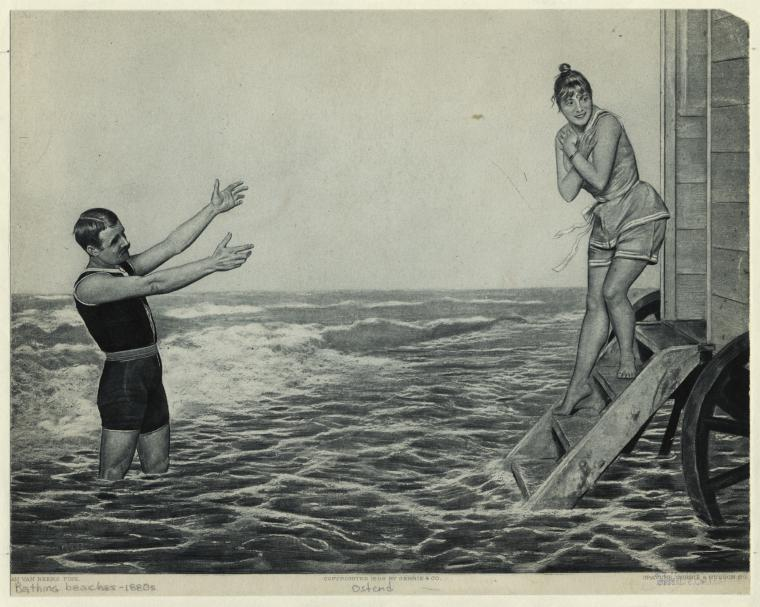
1888年　挿絵